# Cabinteely Football Club
Maillots
Cabinteely Football Club est un club irlandais de football basé à Cabinteely, ville de la banlieue sud de Dublin, dans le comté de Dun Laoghaire-Rathdown. Le club est une très grosse association de quartier regroupant 55 équipes de jeunes, filles et garçon. Il se revendique être le plus grand club de football d'Irlande par le nombre de ses licenciés : près de 3 000. Cabinteely FC intègre le championnat d'Irlande de football sur invitation pour la saison 2015. Il dispute depuis cette date la First Division. L'équipe première du club dispute ses matchs à domicile sur le terrain de Stradbrook Road, l'habituel stade du Blackrock College RFC.

## Histoire
La structure actuelle du club a été fondée en 1967, mais elle repose sur une institution beaucoup plus ancienne. Dès le début du XXe siècle, le quartier accueille un club de football, les Blues of Cabinteely. en 1939, il remporte la Schoolboys League Cup?
Au début des années 1950, le club change son nom en Cabinteely Boys. En 1967 le club est refondé sous le nom de Auburn FC. En 1973 le nom change une nouvelle fois pour Cabinteely Boys FC
En 2015, la Fédération d'Irlande de football décide d'accorder une licence professionnelle au club afin de remplacer l'équipe B des Shamrock Rovers qui disputait jusque-là la First Division. Le club intègre ainsi pour la toute première fois de son histoire le plus haut niveau du football irlandais.

Le 26 novembre 2021 les clubs de Bray Wanderers Association Football Club et Cabinteely Football Club annoncent leur fusion en vue de la saison 2022. L'équipe première est appelée à jouer aux Carlisle Grounds à Bray.

## Palmarès
- Néant